# Pałucka Odznaka Krajoznawcza
Pałucka Odznaka Krajoznawcza – odznaka turystyczna ustanowiona w 1984 przez zarządy oddziałów PTTK w Żninie oraz Wągrowcu i zatwierdzona przez Prezydium Zarządu Głównego PTTK.

## Cel i charakterystyka
Celem przyznawania odznaki jest popularyzacja historii, kultury i piękna krajobrazu Pałuk. Zdobywać ją może każdy, kto ukończył 12 lat. Aby zdobyć stopień brązowy należy zapoznać się z dziesięcioma miejscowościami z rekomendowanej listy, na stopień srebrny - z 25, a na złoty z 40. Kolejne stopnie zdobywać należy kolejno, w odstępie minimum dwunastu miesięcy. Przy zdobywaniu odznaki wyższego stopnia nie można zaliczać powtórnie miejscowości i obiektów krajoznawczych już wcześniej zwiedzonych. Odznaka przedstawia gród w Biskupinie otoczony od dołu wieńcem laurowym spiętym godłem PTTK.

## Lista miejscowości
Lista rekomendowanych do odwiedzenia miejscowości:

- Atanazyn
- Barcin
- Biskupin
- Bracholin
- Brdowo
- Brzyskorzystew
- Brzyskorzystewko
- Cerekwica
- Chełmianki (wzgórza)
- Chobielin-Młyn
- Chojnia
- Chomiąża Szlachecka
- Chraplewo
- Czesławice
- Czeszewo
- Damasławek
- Danabórz
- Dębina II (rezerwat)
- Dobieszewo
- Dochanowo
- Dziewierzewo
- Gąsawa
- Godzimierz
- Gogółkowo
- Gołańcz
- Gorzyce
- Górki Dąbskie
- Grocholin
- Grochowiska Szlacheckie
- Grylewo
- Wiktorowo
- Izdebno
- Jaktorowo
- Janowiec Wielkopolski
- Januszkowo
- Juncewo
- Jezioro Kaliszańskie
- Kcynia
- Kierzkowo
- Kowalewko
- Kozielsko
- Królikowo
- Laskownica
- Lubostroń
- Łabiszyn
- Łekno
- Łysinin
- Marcinkowo Dolne
- Marcinkowo Górne
- Margonin
- Margońska Wieś
- Mieścisko
- Murczyn
- Niedźwiedzi Kierz
- Niemczyn
- Obudno
- Olesno
- Ostrówce
- Paryż
- Paulina
- Pińsko
- Potulice
- Próchnowo
- Recz
- Rogowo
- Rozpętek
- Rynarzewo
- Ryszewko
- Samoklęski
- Sielec
- Sierniki
- Skórki
- Słębowo
- Słupy
- Smogulec
- Smogulecka Wieś
- Smuszewo
- Sobiejuchy
- Srebrna Góra
- Stępuchowo
- Stołężyn
- Szamocin
- Szaradowo
- Szczepice
- Szkocja
- Szubin
- Świątkowo
- Tarnowo Pałuckie
- Tonowo
- Tupadły
- Uścikowo
- Wapno
- Wągrowiec
- Wenecja
- Weśrednik
- Zalesie
- Złotniki
- Żerniki
- Żnin
- Żoń[2]